# Turza (Basses-Carpates)
Pour les articles homonymes, voir Turza.
Turza est une localité polonaise de la gmina de Sokołów Małopolski, située dans le powiat de Rzeszów en voïvodie des Basses-Carpates.